# Франциск III (герцог Бретані)
Франциск III, герцог Бретонський (28 лютого 1518 — 10 жовтня 1536) — третя дитина, перший син і наслідний принц французького короля Франциска I і герцогині Бретані Клод І, дочки Людовика XII і Анни Бретонської.

## Дофін Франції

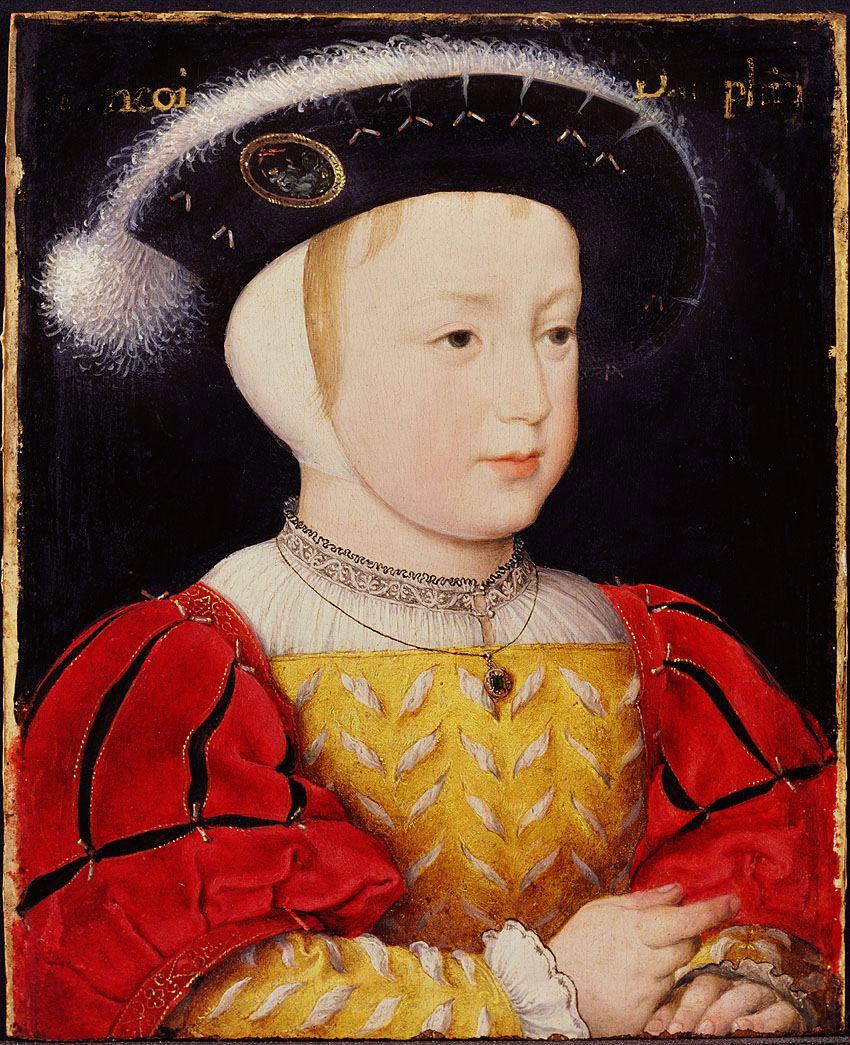
Франциск в дитинстві.

Дофін був хрещений у Амбуазі 25 квітня 1519. Леонардо да Вінчі, спеціально запрошений Франциском I, був відповідальний за оздоблення замку Амбуаз. 24 лютого 1525 року в битві біля Павії, двічі поранений Франциск I був узятий в полон імператором Карлом V і відвезений спочатку в замок Піццегітоні, потім у Мадрид. Переговори про викуп короля тяглися довго; 14 січня 1526 року Франциск I підписав мадридський договір, за яким поступався Бургундією, Артуа, Фландрією, Неаполем, зобов'язався виплачувати Англії щорічно по 100 тисяч талерів і одружитися з Елеонорою Австрійською, сестрою імператора. Шлюб цей відбувся в 1530 році (перша дружина Франциска померла в 1524 року). Також згідно з мадридською угодою замість батька при дворі короля Карла V Іспанського як заручники повинні були знаходитися два його старші сини. Франциск і його брат Генріх пробули в Іспанії з 1526 рік до 1529 року.

## Герцог Бретані
У 1524 році, після смерті своєї матері Клод Французької, Франциск успадкував від неї герцогство Бретань.

## Смерть Франциска

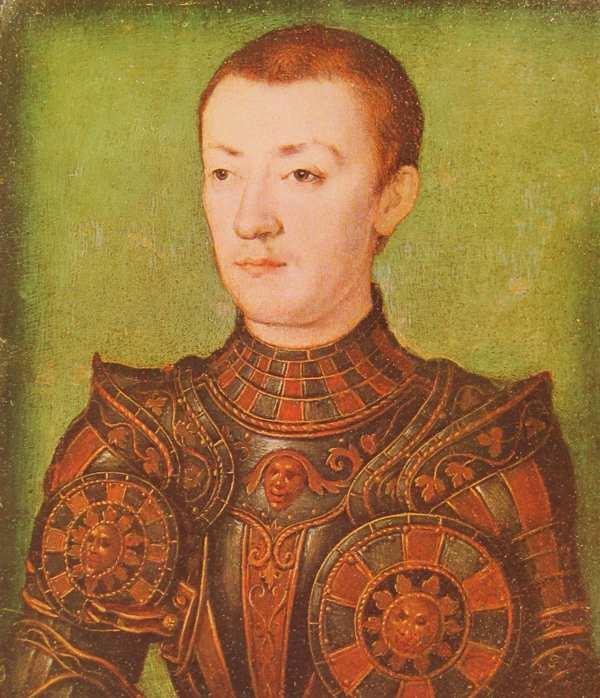
Франциск III Бретонський, дофін Франції.

У серпні 1536 році, Франциск відчув нездужання після того, як граф Себастьяно Монтекукколі, подав йому, розпашілому азартною грою, чашу з холодною водою. Дофін Франциск помер кількома днями пізніше в Шато Турнон-сюр-Рон, 10 серпня у віці вісімнадцяти років.
Франциску III було вісімнадцять років, він не був одруженим і не мав спадкоємця. Титули дофіна і герцога Бретані перейшли до його брата Генріха.

## Причини смерті
Обставини його смерті здавалися досить підозрілим. Франциск, як вважали тоді, був отруєний. Король Франциск I, переконаний, що його спадкоємець був отруєний за наказом Карла V, наказав заарештувати комісара Карла, графа Себастьяно Монтекукколі, який приніс склянку води дофіну. Він був визнаний винним і засуджений до смертної кари через четвертування, яке відбулася в Ліоні. Частини його тіла були вивішені на воротах міста.
Тим не менш, версія отруєння, на думку сучасних істориків є малоймовірною, так як існує достатньо доказів того, що Франциск помер з зовсім іншої причини, а саме від сухот. Здоров'я дофіна було підірване під час його перебування в Мадриді, де він і заразився на цю тяжку хворобу.
Інші чутки приписують смерть Франциска Катерині Медичі. Так як дофін не поєднувався шлюбом і не був заручений, то його смерть розчистила шлях до престолу Генріху, молодшому синові Франциска I, чоловікові Катерини, а заодно і їй, тому вона начебто і отруїла Франциска.
Деякі дослідники вважали, що дофін помер від занадто виснажливого захоплення любов'ю зі своєю коханкою мадемуазель де Естранж.